# Matteo Serafini da Bascio
Matteo Serafini da Bascio (ur. ok. 1495 w Bascio, zm. 6 sierpnia 1552 w Wenecji) – włoski mnich, założyciel zakonu kapucynów.

## Życiorys
Urodził się ok. 1495 roku w Bascio. Około 1511 roku wstąpił do zakonu franciszkanów obserwantów, a około 1520 roku przyjął święcenia kapłańskie. Zakon ten miał dla niego zbyt lekką regułę, więc w 1528 roku utworzył nową gałąź franciszkanów nazywaną Zakonem Braci Mniejszych Kapucynów. Rok później został wybrany pierwszym wikariuszem generalnym jednak wkrótce potem zrezygnował. Pierwsze Konstytucje kapucynów zatwierdził papież Paweł V w 1619. Konstytucje te zakładały dosłowne ubóstwo, a więc zakaz posiadania wszelkiej własności. Działalność apostolska, misyjna, prowadzenie tercjarstwa franciszkańskiego. Zmarł 6 sierpnia 1552 roku w Wenecji.